# 法屬馬達加斯加
馬達加斯加殖民地及屬地（法語：Colonie de Madagascar et dépendances），通称法属马达加斯加，是一個存在於1897年至1958年間，位於東南非洲的法國殖民地。
科摩罗群岛1946年从该属地分出，后脱离法国独立。
1958年10月14日，馬爾加什共和國宣告成立，是法兰西共同体中的自治国。1959年宪法通过结束了临时政府时期，1960年6月26日，马尔加什共和国完全独立。而法国将印度洋诸岛分割的行为不被马达加斯加承认，1979年联合国大会决议要求法国归还，但法国仍然管理这些无人岛至今。

## 背景
马达加斯加岛在伊默里纳王国统治时期维持独立，是英法争夺势力范围的焦点之一。1862年5月，英国外相第一代羅素伯爵約翰·羅素照会国王拉达马二世，要求他远离外国干预。1882年，法国入侵马达加斯加，占领了岛屿的北部和西部地区；1883年，法马两国爆发战争，战事经年累日，同时英国意图遏制法国在马达加斯加岛的扩张。
1885年12月17日，马达加斯加女王腊纳瓦洛娜三世同法国签署停战条约，同意令马达加斯加成为法国保护国，并向法国赔偿1,000万法郎。接受法国保护的女王及其伊默里纳王室并不愿成为附庸，继续反抗法军管治，但遭遇失败，于1895年9月投降。伊默里纳王室遭到废黜，马达加斯加于是正式成为法国的殖民地。

## 殖民统治
法国废黜当地君主并建立殖民统治后，立即着手平息当地的叛军。法军的平叛活动持续了十五年之久，期间有10万马达加斯加人丧命。
进入殖民统治期后，马达加斯加出现各种出口作物的种植园。1896年，法国政府宣布废除马达加斯加的奴隶制，50万奴隶得到解放，但不少奴隶继续以佣人身份留在奴隶主家中。首都塔那那利佛铺就宽阔的林荫大道，还建成多处人群聚集场所，伊默里纳王宫辟为博物馆。殖民当局投资教育，规定6至13岁儿童需强制入学，主要学习法语和实践技能，同时在全岛设立许多学校，特别是在梅里纳人之前尚未到达的农村和沿海地区。殖民当局亦保留伊默里纳王国时期以劳动形式缴纳税款的习俗，以此方式雇佣劳工修建主要沿海城镇到塔那那利佛之间的铁路和公路。
20世纪30年代，纳粹德国曾构想马达加斯加计划，计划把欧洲的犹太人都驱逐到这座岛上。第二次世界大战期间，法国本土沦陷，英军入侵贝当政权管治的马达加斯加岛，展开马达加斯加战役。同时，殖民当局亦因法国沦陷而失去威信，难以抑制当地的独立运动，最终在1947年爆发了马达加斯加起义。
法国于1956年根据海外改革法案对机构进行重整，马达加斯加也从此和平地走向独立。1958年10月14日，马尔加什共和国宣告成立，是法兰西共同体中的自治国。1959年宪法通过结束了临时政府时期，1960年6月26日，马尔加什共和国完全独立。

## 民族主义运动
马达加斯加的民族主义运动最初兴起于当地的梅里納人知识分子阶层中间。一位名为拉韦洛朱安纳（Ravelojoana）的新教牧师受到日本明治维新鼓舞，领导最初的民族主义运动。1913年，以拉韦洛朱安纳为首的本地精英成立了一个名为铁石网的秘密组织，密谋发动反法革命；这组织在1916年遭到当局镇压取缔，但殖民当局最终作出让步，同意马达加斯加人进入政府任职。
第一次世界大战期间，马达加斯加人参与法军作战，另一面促使民族主义继续抬头。在整个20世纪20年代，民族主义运动的重点是要求殖民当局展开劳工改革，及立法提升马达加斯加人的政治和公民地位，而非谋求国家独立。阿纳托尔·法朗士领导马达加斯加法兰西联盟党要求殖民当局承认马达加斯加人的法兰西公民地位，以回报当地人的战时贡献。一些马达加斯加老兵受到法国左翼思想影响，转向支持去殖民化和民族独立。例如，退伍士兵让·拉赖蒙戈，于1924年返回马达加斯加岛投身劳工运动。1924年，殖民当局做出首次让步，宣布成立两支经济财政代表团，一支由法国移民组成，另一支由24名地方名人会议选举的本地人士组成。两支代表团从未会面，亦未真正参与当局决策。同时，殖民当局为大公司授予矿业和林业专营权，并允许强制劳动；忠于殖民当局的本地领袖亦被授予土地。
20世纪30年代，反殖民运动势头强劲，当地人组织起地下工会和共产党。第二次世界大战法国沦陷后，维希政权将这些组织纷纷取缔。二战结束后，法国政府同意促进殖民地自治运动。1945年秋季，全岛移民和原住民团体分别选举出两位参与巴黎第四共和制宪会议的代表，约瑟夫·拉塞塔（Joseph Raseta）和约瑟夫·拉沃亚汉吉（Joseph Ravoahangy）。二人都认同1941年大西洋宪章和1944年布拉柴维尔会议传达的民族自决理念。拉塞塔、拉沃亚汉吉，和一名长居巴黎的作家雅克·拉贝马南贾拉三人建立党派，名为马达加斯加复兴民主运动（MDRM），成为1946年时最重要的本地政党。该党曾有30万党员，来自全岛的各个阶级和族群，但高层人士以梅里纳人新教徒为主。
法兰西第四共和国的1946年宪法规定，马达加斯加成为法兰西联盟之下的海外领地，马达加斯加人获得与法兰西公民平等的地位。但由于这与两位代表拉塞塔和拉沃亚汉吉的独立理念冲突，他们决定投弃权票。马达加斯加被分为数个省份，各自成立地区议会；塔那那利佛成立国民代表大会，MDRM大获全胜而取得绝对多数席位。尽管如此，当地社会问题依然突出，食物短缺，黑市泛滥，族群对立，强制征工，退伍的马达加斯加军人待遇不如法国本土军人，更有士兵因战时经历而转向极端政治等等。
1947年3月29日，马达加斯加起义爆发，全岛三分之一的地区受到影响，但起义者仍不敌法国援军，伤亡者在11,000人至80,000人之间。起义平息后，当局展开酷刑、强制重组和草率处决，不少村庄烧成灰烬。法军亦展开心理威慑行动，将被捕的起义嫌疑人从空中朝村民丢下。起义领导人的身份一直没能最终确认。MDRM党没有大规模参与起义，但仍被法国政府取缔。法国军事法庭对叛乱的军事领导人作出审判，并处决了其中的20人。根据报告，起义后当局作出约5,000至6,000项定罪，刑罚从短期监禁到死刑不等；9万马达加斯加人在起义中丧命。
1956年，法国当时的左派政府推行《海外領地根本法》，承诺继续扩大殖民地自治，实行殖民地议会普遍选举。政府依法在各地议会和国民代表大会设立执法委员会，同时解散了分隔移民和原住民的选举团。然而，由于梅里纳人新教徒和信仰天主教的海岸人（côtiers，主要是奴隶后裔）之间存在冲突，普选制令双方对立更为严重。梅里纳人长期掌握本地原住民社会的主导权，是精英阶层；但普选制令奴隶后裔获得多数力量。MDRM党解散后，产生了新的两党对抗局面，分别是马达加斯加和科摩罗社会民主党，由一名北方齐米赫蒂人知识分子菲利贝尔·齐拉纳纳领导，主张自治，以马哈赞加为基地，合并了许多海岸人党派；马达加斯加独立大会党则支持独立，主张集体耕作、国有化、去法国化、不结盟及退出法郎区，主要活跃于塔那那利佛和安齊拉納納，代表梅里纳人新教徒的立场，领导者是里夏尔·安德里亚曼贾托。

## 领土沿革

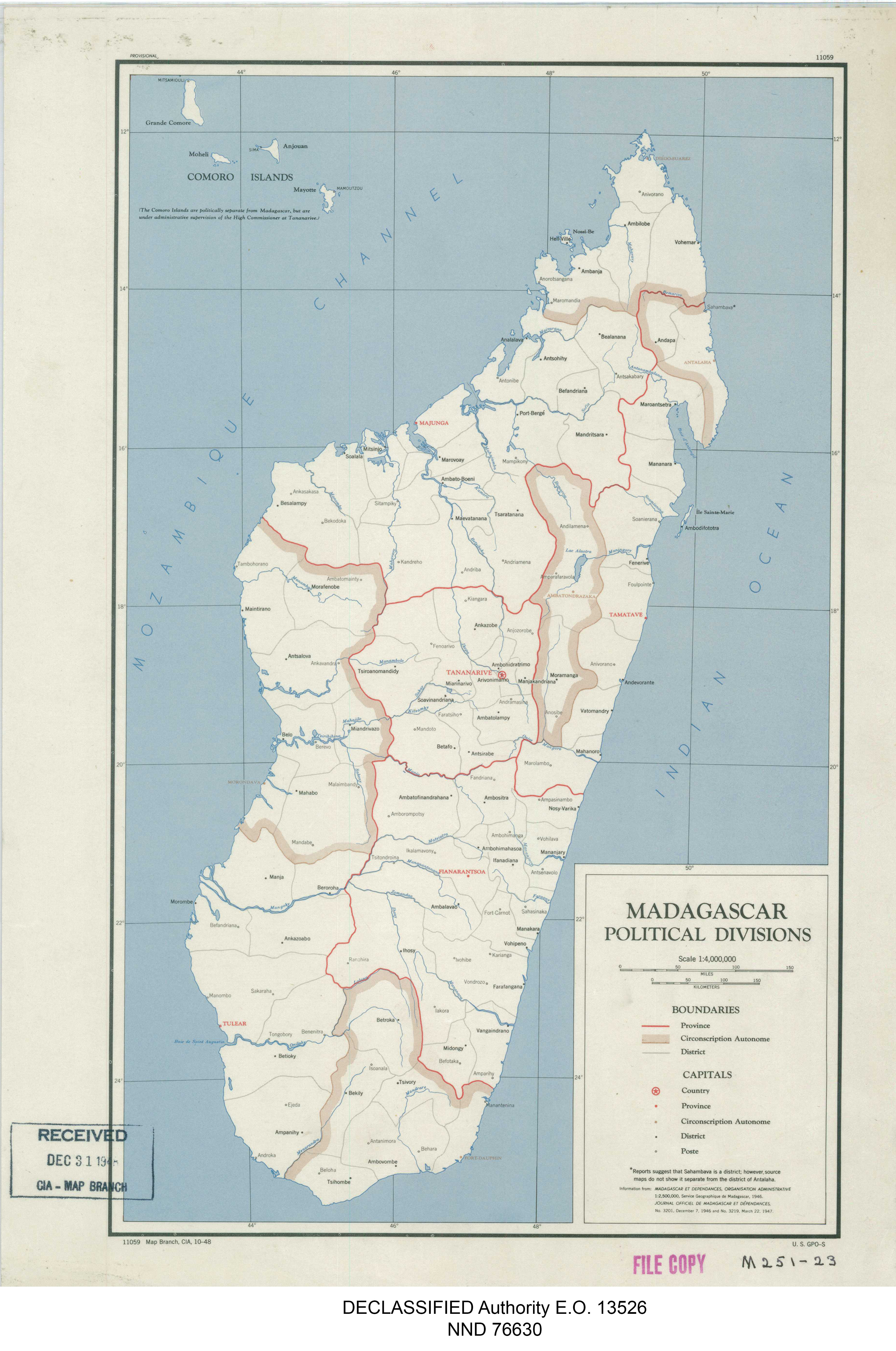
1948年马达加斯加行政区划

| 实体                           | 面积（km²） | 先前实体       | 加入           | 脱离           | 后续实体           |
| ------------------------------ | ----------- | -------------- | -------------- | -------------- | ------------------ |
| 马达加斯加                     | 587,040     | 马尔加什保护国 | 1897年2月28日  | 1960年6月26日  | 马尔加什共和国     |
| 马约特                         | 374         | 马约特及领地   | 1912年7月25日  | 1946年10月27日 | 科摩罗领地         |
| 昂儒昂岛                       | 424         | 马约特及领地   | 1912年7月25日  | 1946年10月27日 | 科摩罗领地         |
| 大科摩罗岛                     | 1,148       | 马约特及领地   | 1912年7月25日  | 1946年10月27日 | 科摩罗领地         |
| 莫愛利島                       | 290         | 马约特及领地   | 1912年7月25日  | 1946年10月27日 | 科摩罗领地         |
| 格洛里厄斯群岛（包括盖泽尔礁） | 7           | 马约特及领地   | 1912年7月25日  | 1960年4月1日   | 法属留尼汪         |
| 印度礁                         | 0.2         | 直属殖民地     | 1897年10月     | 1960年4月1日   | 法属留尼汪         |
| 欧罗巴岛                       | 30          | 直属殖民地     | 1897年10月     | 1960年4月1日   | 法属留尼汪         |
| 新胡安岛                       | 4.4         | 直属殖民地     | 1897年10月     | 1960年4月1日   | 法属留尼汪         |
| 阿黛利地                       | 432,000     | 直属殖民地     | 1924年11月21日 | 1955年8月6日   | 法属南部和南极领地 |
| 阿姆斯特丹岛                   | 58          | 直属殖民地     | 1924年11月21日 | 1955年8月6日   | 法属南部和南极领地 |
| 克罗泽群岛                     | 352         | 直属殖民地     | 1924年11月21日 | 1955年8月6日   | 法属南部和南极领地 |
| 凯尔盖朗群岛                   | 7,215       | 直属殖民地     | 1924年11月21日 | 1955年8月6日   | 法属南部和南极领地 |
| 圣保罗岛                       | 8           | 直属殖民地     | 1924年11月21日 | 1955年8月6日   | 法属南部和南极领地 |